# Toxodera fimbriata
Toxodera fimbriata är en bönsyrseart som beskrevs av Werner 1930. Toxodera fimbriata ingår i släktet Toxodera och familjen Toxoderidae. Inga underarter finns listade i Catalogue of Life.